# Merán

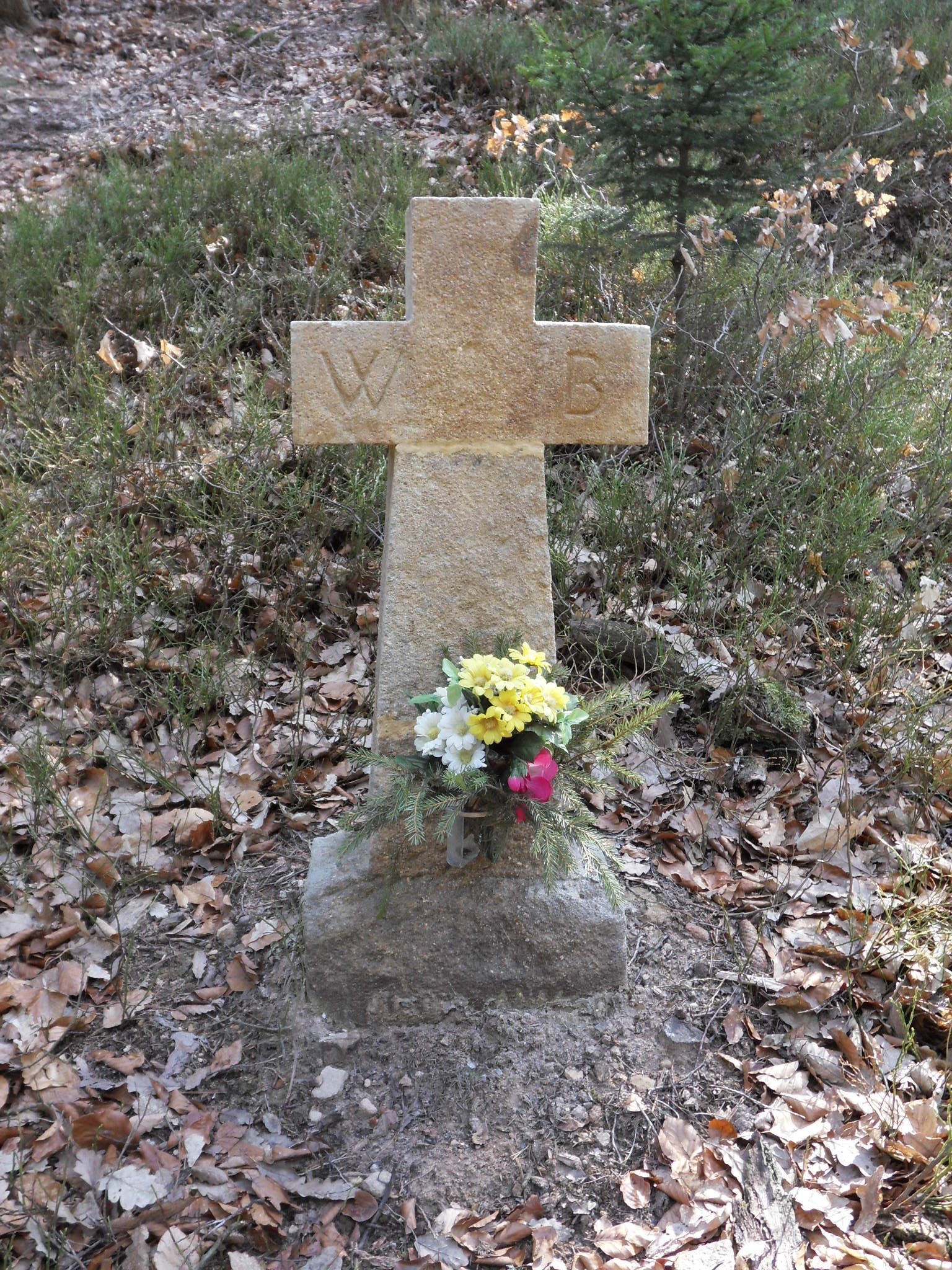
Smírčí kříž s iniciálami WB

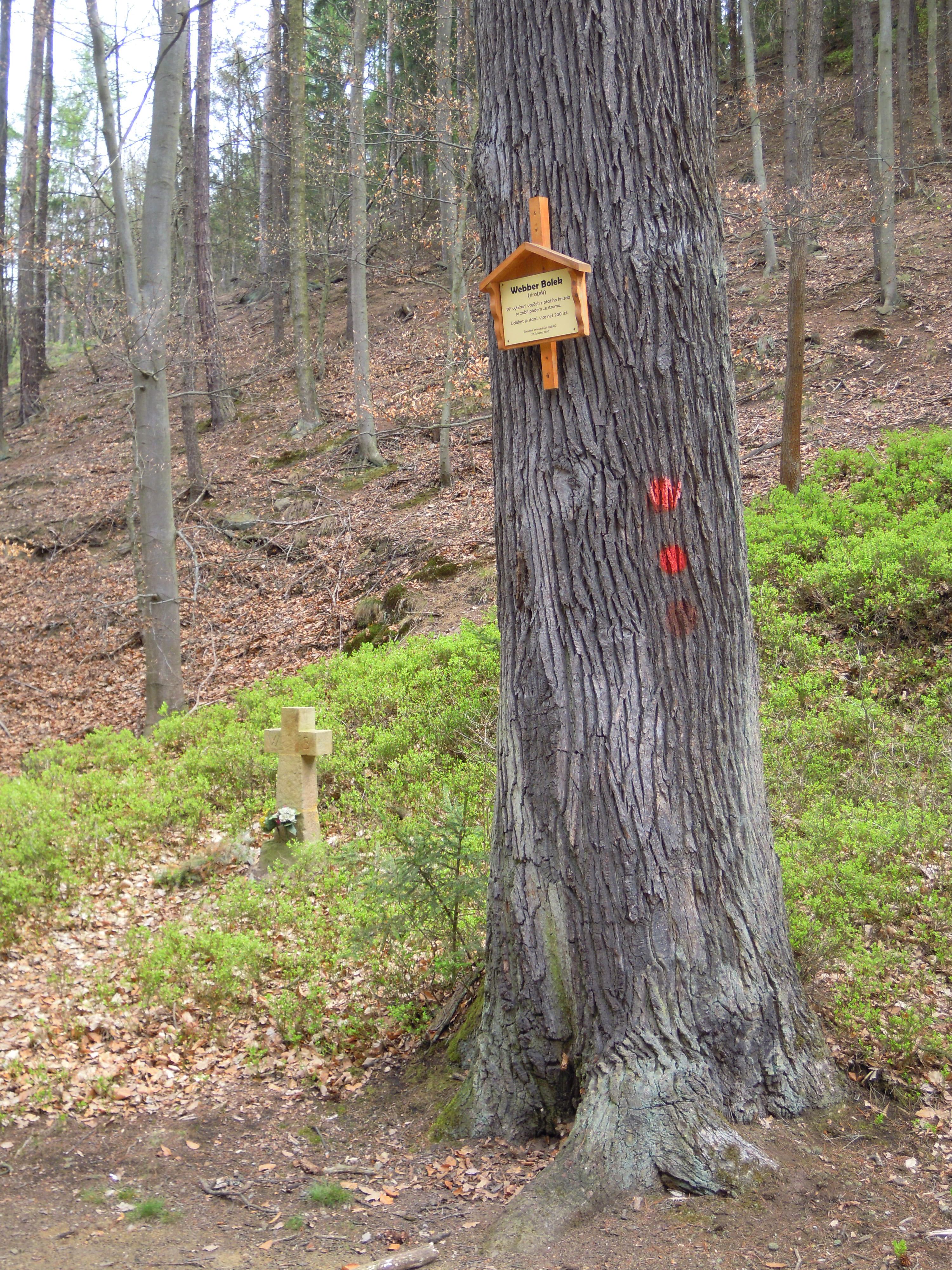
Smírčí kříž

Údolí Merán se nachází na severním okraji Plzně, v katastru Bolevec. Jedná se o údolí bezejmenného přítoku Boleveckého potoka. Jméno je odvozeno nejspíše od italského letoviska Merano. Ve svahu nad východní části údolí se nachází přírodní památka Doubí.
Zajímavostí tohoto údolí je smírčí kříž, který zde dříve stával. Zachoval se z něj pouze podstavec z pískovcového kvádru s částí dříku, neboť kříž samotný byl uražen a ztracen. Jeho vzezření však naštěstí zachycovala dobová fotografie, na jejímž základě byl v roce 2010 obnoven. Podle vzhledu byl původní kříž datován na přelom 18. a 19. století.
Na kříži vytesaná písmena WB zřejmě byla iniciálami oběti neštěstí. Informační tabulka vedle kříže uvádí, že kříž byl postaven po smrti chlapce ("Webber Bolek, sirotek"), který spadl ze stromu při vybírání hnízda divokých holubů. Jiné prameny mluví o dřevorubci či sklářském dělníkovi.
Podle pověsti prý patří dívce, která svým chováním připravila milence o život. Proto byla zakletá a má na místě bloudit do té doby, než se najde statečný a poctivý mládenec, který by v době, kdy na plzeňské věži odbíjí půlnoc, vydržel dvanáct ran železnou tyčí. Prý se dosud nikdo takový nenašel, a tak tam zakletá panna bloudí dál.